# Campeonato Asiático de Atletismo em Pista Coberta de 2010 - Resultados
Estes são os resultados do Campeonato Asiático de Atletismo em Pista Coberta de 2010 que ocorreram de 24 e 26 de fevereiro de 2010 em Teerã, no Irão.